# Tưởng Kinh Quốc
Tưởng Kinh Quốc (phồn thể: 蔣經國; giản thể: 蒋经国; bính âm: Jiǎng Jīngguó; Wade–Giles: Chiang Ching-kuo; POJ: ChiúⁿKeng-kok; phương ngữ Thượng Hải/phương ngữ Ninh Bá: tɕiã.tɕiŋ.ko?) (27 tháng 4 năm 1910 - 13 tháng 1 năm 1988) là một nhà chính trị người Đài Loan. Ông đã là tổng thống Trung Hoa Dân Quốc. Ông là con trai Tưởng Giới Thạch. Ông kế nhiệm cha làm Thủ tướng Trung Hoa Dân Quốc từ năm 1972 - 1978, rồi Tổng thống Trung Hoa Dân Quốc từ năm 1978 tới khi mất năm 1988. Dưới thời của ông, chính quyền Trung Hoa Dân Quốc, dù vẫn độc đảng, bắt đầu cởi mở hơn với các phong trào chính trị đối lập. Về cuối đời, Tưởng giảm bớt sự kiểm soát của chính quyền với các phương tiện truyền thông, cũng như cho phép người bản địa Đài Loan tham gia nắm quyền, như người kế nhiệm ông là Lý Đăng Huy.

## Thời trẻ

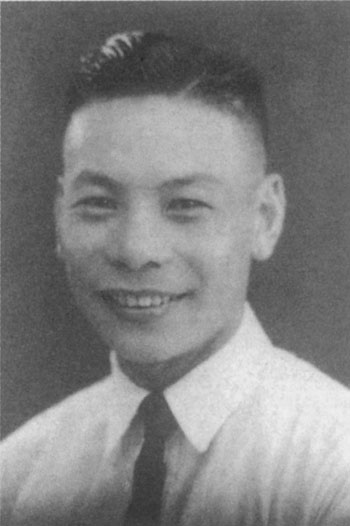
Tưởng Kinh Quốc thời trẻ.

Là con của Tưởng Giới Thạch và người vợ đầu Mao Phúc Mai, Tưởng Kinh Quốc sinh ra tại Phụng Hóa, Chiết Giang, tên tự là Kiến Phong (建豐). Ông có một người em trai nuôi là Tưởng Vĩ Quốc. Tên của hai anh em lấy cảm hứng từ một câu trong Quốc ngữ là "kinh vĩ khuông thời thế", để chỉ người có tài giúp đời, cai trị quốc gia.
Dù rất yêu thương mẹ và bà nội (vốn tin thờ đạo Phật), quan hệ của ông với cha rất nghiêm khắc, thực tế và thường là xung khắc. Tưởng Giới Thạch trong mắt cậu con trai là một nhân vật độc tài, đôi lúc nhẫn tâm. Thậm chí cả trong thư nhà gửi cho con trai, Tưởng Giới Thạch vẫn ra lệnh cho con trai phải rèn luyện thư pháp.
Từ năm 1916 – 1919, Tưởng Kinh Quốc học tại một trường trung học ở Ngô Sơn, Khê Khẩu. Đến năm 1920, cha ông mời gia sư về dạy Tứ thư cho ông. Ngày 4 tháng 6 năm 1921, bà nội của Kinh Quốc mất. Sau đó Tưởng Giới Thạch đưa gia đình đến Thượng Hải. Mẹ kế của ông là Diêu Di Thành, trong gia đình họ Tưởng gọi là "dì Thượng Hải", đi cùng với họ. Trong giai đoạn này, Tưởng Giới Thạch tập trung dạy dỗ rèn luyện Kinh Quốc, trong khi dành hết tình yêu thương cho Vĩ Quốc.
Tại Thượng Hải, Kinh Quốc bị cha quản lý rất nghiêm, mỗi tuần phải viết một bức thiếp (thư pháp) khoảng 200-300 chữ. Tưởng Giới Thạch cũng nhấn mạnh tầm quan trọng của kinh điển Nho giáo và Anh ngữ, dù bản thân ông ta cũng chẳng thông thạo 2 lĩnh vực này. Ngày 20 tháng 3 năm 1924, Kinh Quốc trình bày với người cha nổi tiếng một kế hoạch phát triển Khê Khẩu. Tưởng Kinh Quốc dự định tạo điều kiện giáo dục miễn phí để mọi người đều có thể đọc và viết ít nhất 1000 chữ. Ông nói:
'Con có một kiến nghị về trường Ngô Sơn, dù con không biết cha có chấp thuận hay không. Con nghĩ trường nên thành lập một lớp học đêm cho những người không có điều kiện đi học ban ngày. Tại trường của con cũng có một lớp học đêm rất thành công. Con có thể cung cấp một vài thông tin về lớp học đêm này:
Tên: trường tư thục đại chúng Wuschua
Học phí: Miễn phí với dụng cụ học tập đi kèm
Giờ học: 7 - 9 giờ tối
Độ tuổi: 14 trở lên
Thời gian khóa học: 16 hoặc 20 tuần.
Khi tốt nghiệp, học viên có thể đọc và viết ở mức cơ bản. Họ sẽ được cấp chứng chỉ nếu họ qua được các bài kiểm tra. Sách giáo khoa cho họ do Nhà xuấn bản Thương mại ấn hành, có nhan đề "Một nghìn ký tự phổ thông."
Con không rõ liệu cha có đồng ý với kiến nghị của con. Nhưng nếu một lớp học đêm được thành lập tại Ngô Sơn, sẽ đem lại lợi ích to lớn cho nhân dân địa phương.
Cha ông chỉ phản ứng lạnh nhạt; Tưởng Giới Thạch nói rằng nông dân không có hứng thú và cũng không cần được giáo dục bài bản.
Đầu năm 1925, Tưởng Kinh Quốc vào học Đại học Phố Đông Thượng Hải, nhưng ngay sau đó Tưởng Giới Thạch quyết định cho ông đi Bắc Kinh do tình hình hỗn loạn tại Thượng Hải lúc đó. Tại Bắc Kinh, ông nhập học một trường tư thục của một người bạn của cha ông, Ngô Trĩ Huy (吳稚暉), một nhà học giả và ngôn ngữ nổi tiếng. Trường này kết hợp nền giáo dục truyền thống và hiện đại. Tại đó, Kinh Quốc bắt đầu tự nhận là một người cách mạng cấp tiến và tham gia nhóm Cộng sản trong trường. Ý tưởng du học Liên Xô nảy nở trong tâm trí chàng trai trẻ. Trong chương trình hỗ trợ của Liên Xô với các nước Đông Á có một trường huấn luyện mà về sau trở thành Đại học Tôn Trung Sơn Moscow. Các sinh viên được các ủy viên Đảng Cộng sản Liên Xô và Trung Hoa Quốc dân đảng, có sự tham vấn của Ủy ban Trung ương Đảng Cộng sản Trung Quốc, lựa chọn.
Tưởng Kinh Quốc yêu cần Ngô Trĩ Huy tiến cử mình làm ứng cử viên của Quốc dân đảng. Dù không ngăn cản ông, Ngô là thành viên quan trọng trong phái "Hội nghị Tây Sơn" khuynh hữu chống cộng bên trong Quốc dân đảng, về sau tham gia trấn áp phe cộng sản và thúc đẩy Quốc dân đảng cắt đứt quan hệ với Moskva. Mùa hè năm 1925, Tưởng Kinh Quốc đến Hoàng Phố thảo luận với cha mình về kế hoạch du học tại Moskva.
Tưởng Giới Thạch không bằng lòng việc con trai sang Liên Xô du học, nhưng sau khi thảo luận với Trần Quả Phu (陳果夫) cuối cùng cũng đồng ý. Trong một cuộc phỏng vấn năm 1996, em trai Trần Quả Phu là Lập Phu khẳng định rằng nguyên nhân khiến Tưởng Giới Thạch chấp thuận là vì ông ta vẫn cần sự ủng hộ của Liên Xô trong giai đoạn quyền thống trị của ông ta bên trong Quốc dân đảng còn chưa vững chắc.

## Moskva
Năm 1925, Tưởng Kinh Quốc sang Moskva học tại Đại học Trung Sơn Moskva. Tại Moskva, Kinh Quốc có tên tiếng Nga là Nikolai Vladimirovich Elizarov (Николай Владимирович Елизаров). Ông được đặt dưới sự giám sát của Karl Radek tại trường Đại học Lao động Cộng sản Phương Đông. Những bạn đồng khóa với ông đều là con cái trong những gia đình Trung Hoa có ảnh hưởng, đáng chú ý nhất là lãnh tụ Cộng sản Trung Hoa tương lai, Đặng Tiểu Bình. Kinh Quốc nhanh chóng đam mê chủ thuyết Cộng sản, nhất là Chủ nghĩa Trotsky; nhưng sau đó trong Đại thanh trừng, Joseph Stalin bí mật gặp riêng ông và ra lệnh cho ông công khai phê phán Chủ nghĩa Trotsky. Tưởng thậm chí còn nộp đơn xin gia nhập Đảng Cộng sản Liên Xô, nhưng bị từ chối.
Tuy nhiên, tháng 4 năm 1927, Tưởng Giới Thạch thanh trừng phái tả Quốc dân đảng và Đảng Cộng sản trong chính phủ trung ương, và trục xuất các cố vấn Xô viết. Sau vụ này, Tưởng Kinh Quốc viết một bài xã luận chỉ trích nặng nề hành động của cha mình, nhưng vẫn bị quản chế với tư cách một vị "khách" của Liên Xô mà thực tế là bị giam lỏng. Có giả thuyết về việc ông đã bị ép buộc phải viết bài xã luận đó, và người ta biết rằng vài năm trước đó, ông đã tận mắt chứng kiến những người bạn Trotskyist bị mật vụ Nga bắt giữ và hành quyết. Cùng với đó, Tưởng Kinh Quốc là một con át trong ván bài quan hệ Trung-Xô của Stalin. Thời gian này, Chính phủ Xô viết cho Tưởng Kinh Quốc đến lao động tại Nhà máy Cơ khí Ural, một nhà máy thép trên dãy Ural, Yekaterinburg, nơi ông gặp bà Faina Ipat'evna Vakhreva người Bạch Nga. Họ thành hôn ngày 15 tháng 3 năm 1935, bà về sau có tên tiếng Hoa là Tưởng Phương Lương. Tháng 12 cùng năm, con trai đầu của họ là Hiếu Văn ra đời. Con gái Hiếu Chương chào đời năm sau.
Tưởng Giới Thạch viết về tình hình này trong nhật ký, "Tôi không thể hi sinh lợi ích quốc gia vì con trai mình." Tưởng thậm chí còn từ chối trao đổi tù binh để đổi các lãnh tụ Đảng Cộng sản lấy con trai mình. Ông ta vẫn giữ thái độ kiên quyết không nhân nhượng đến tận năm 1937, và nói rằng "Tôi thà tuyệt hậu chứ không thể hi sinh lợi ích của quốc gia." Tưởng hoàn toàn không có ý định chấm dứt cuộc chiến chống cộng sản.
Stalin cuối cùng cũng cho phép Tưởng Kinh Quốc cùng người vợ Belarus và hai người con trở về Trung Hoa vào tháng 4 năm 1937 sau 12 năm sống tại Liên Xô. Lúc đó, phe Quốc dân dưới quyền Tưởng Giới Thạch và phe Cộng sản dưới quyền Mao Trạch Đông đã ký thỏa thuận ngừng bắn và thành lập Liên minh Quốc-Cộng lần thứ 2 để liên hợp kháng Nhật từ tháng 7. Stalin hi vọng người Trung Hoa sẽ giữ chân người Nhật khỏi vùng Viễn Đông Liên Xô, cũng như kết đồng minh cùng chống Nhật với Tưởng cha.
Sau khi trở về, cha ông cử cho ông một cố vấn, Từ Đạo Lâm, để giúp ông tái thích ứng với tình hình Trung Hoa. Tưởng Kinh Quốc đầu tiên được bổ nhiệm là chuyên viên tại tỉnh Giang Tây xa xôi, và có nhiều công lao trong việc huấn luyện quân đội cũng như chống tham nhũng, thuốc phiện và nạn mù chữ. Sau đó ông làm ủy viên Cán Nam (Hán tự: 贛南) từ năm 1939-1945; tại đó ông cấm hút thuốc, cờ bạc và mại dâm, quản lý hành chính, cũng như phát triển kinh tế xã hội địa phương. Những nỗ lực của ông được xem như một phép màu trong cuộc nội chiến tại Trung Hoa, có biệt danh là "Cán Nam tân chính" (贛南新政). Trong thời gian tại Cán Nam, từ năm 1940, ông thực hành một biện pháp gọi là "bàn thông tin công cộng", để dân chúng có thể đến gặp ông trực tiếp nếu họ có vấn đề gì, theo ghi chép, Tưởng Kinh Quốc đã tiếp tổng cộng 1,023 người trong năm 1942. Đối với lệnh cấm mại dâm và đóng cửa các nhà thổ, Tưởng cho những kỹ nữ trước đây vào làm công nhân trong nhà máy. Do lượng người tị nạn chiến tranh khổng lồ tại Cán Châu, hàng ngàn trẻ mồ côi phải sống trên đường phố; do đó vào tháng 6 năm 1942, Tưởng Kinh Quốc chính thức thành lập Làng trẻ em Trung Hoa (中華兒童新村) ở ngoại thành Cán Châu, với đầy đủ cơ sở vật chất như nhà trẻ, trường tiểu học, bệnh viện và trung tâm thể thao. Đó là những cải cách xã hội ông đã chứng kiến tại Liên Xô và cố gắng áp dụng chúng tại Trung Quốc. Cuối những năm 1930, ông gặp Vương Thăng, về sau trở thành cố vấn thân cận của ông trong suốt 50 năm.
Tổ chức bán quân sự "Đoàn thanh niên Tam Dân chủ nghĩa" do Tưởng kiểm soát. Tưởng cũng hay dùng cụm từ "bọn đại tư sản" với ý miệt thị khi nói về Khổng Tường Hy và Tống Tử Văn.
Tưởng và vợ có thêm hai con trai, Hiếu Vũ, sinh tại Trùng Khánh, và Hiếu Dũng, sinh tại Thượng Hải. Ông cũng có hai người con riêng với Chương Á Nhược năm 1941, là 2 anh em sinh đôi: Chương Hiếu Từ và Chương Hiếu Nghiêm. (Chú ý chữ Hiếu đại diện cho thế hệ đời con của Kinh Quốc, dù là con chính thức hay con riêng.)

### Vấn đề con tin
Jung Chang và Jon Halliday khẳng định rằng Tưởng Giới Thạch để cho quân Cộng sản trốn thoát trong Vạn lý Trường chinh, vì ông muốn con trai Tưởng Kinh Quốc được Joseph Stalin thả về. Điều này trái ngược với hồi ký của Tưởng Giới Thạch, rằng "Tôi không thể hi sinh lợi ích quốc gia vì con trai mình." Tưởng thậm chí còn từ chối trao đổi tù binh để đổi các lãnh tụ Đảng Cộng sản lấy con trai mình. Năm 1937, ông ta một lần nữa khẳng định: "Tôi thà tuyệt hậu chứ không thể hi sinh lợi ích của quốc gia." Tưởng hoàn toàn không có ý định chấm dứt cuộc chiến chống cộng sản. Tưởng Giới Thạch thúc giục các tướng họ Mã ở Tây Bắc Trung Hoa chặn đánh quân Cộng sản, thậm chí còn cho phép Tỉnh trưởng Thanh Hải ở lại nhiệm sở vì ông ta có công tiêu diệt cả một quân đoàn Cộng sản.
Chang và Halliday cũng khẳng định rằng Tưởng Kinh Quốc bị "bắt cóc", trong khi thực tế là ông đi du học Liên Xô với sự chấp thuận của Tưởng Giới Thạch.

## Các chính sách kinh tế tại Thượng Hải

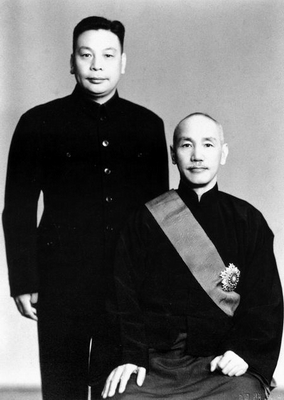
Tưởng Kinh Quốc (trái) cùng cha là Tưởng Giới Thạch năm 1948.

Sau Chiến tranh Trung-Nhật và trong giai đoạn Nội chiến Trung Hoa, Tưởng Kinh Quốc từng đến Thượng Hải một thời gian, chịu trách nhiệm tiêu diệt nạn tham nhũng và siêu lạm phát. Ông ra tay rất kiên quyết vì lo sợ rằng Quốc dân đảng sẽ mất lòng dân do những tệ nạn này. Được giao nhiệm vụ bắt giữ những gian thương đầu cơ tích trữ lương thực để trục lợi, ông trấn an cộng đồng thương nhân rằng ông chỉ nhắm vào những phần tử đầu cơ đại quy mô.
Kinh Quốc áp dụng mô hình của Liên Xô, bắt đầu một cuộc cách mạng xã hội bằng cách tấn công vào tầng lớp thương nhân trung lưu. Ông cũng cho hạ thấp giá cả để tăng cường sự ủng hộ từ tầng lớp lao động.
Khi những cuộc bạo động của các chủ thương bị phá sản vì mất hết vốn tiết kiệm nổ ra, Kinh Quốc bắt đầu tấn công vào tầng lớp giàu có, tịch thu tài sản và ra lệnh bắt giữ họ. Con trai của trùm xã hội đen Đỗ Nguyệt Thăng cũng bị ông bắt giữ. Kinh Quốc ra lệnh cho các đặc vụ Quốc dân đảng tập kích vào các kho hàng của Tập đoàn phát triển Dương Tử của Khổng Tường Hy và Khổng gia, vì công ty này bị cáo buộc tàng trữ lương thực. Vợ Khổng là Tống Ái Linh là chị gái Tống Mỹ Linh, mẹ kế của Kinh Quốc. Con trai Khổng là David bị bắt. Họ Khổng đáp trả bằng cách đe dọa sẽ tiết lộ những thông tin mật của Tưởng. Cuối cùng David được thả, còn Kinh Quốc phải từ chức, chấm dứt giai đoạn hợp tác với giới thương gia Thượng Hải.

## Sự nghiệp chính trị tại Đài Loan
Sau khi phe Quốc dân mất đại lục về tay phe Cộng sản, Tưởng Kinh Quốc theo cha mình sang Đài Loan. Ngày 8 tháng 11 năm 1949, thủ đô Trung Hoa Dân Quốc dời từ Thành Đô về Đài Bắc, và sáng ngày 10 tháng 12 năm 1949, lực lượng Cộng sản tiến chiếm Thành Đô, thành phố cuối cùng trên đại lục do Quốc dân đảng kiểm soát. Tại đây Tưởng Giới Thạch và con trai Tưởng Kinh Quốc đã đích thân chỉ huy phòng thủ thành phố từ Học viện Quân sự Trung ương Thành Đô, trước khi lên chiếc máy bay Mỹ Linh bay về Đài Loan; họ không bao giờ trở lại được đại lục.
Năm 1950, Tưởng cha bổ nhiệm Tưởng con làm Tư lệnh Cảnh vệ, ông giữ chức này tới năm 1965. Một kẻ thù của Tưởng gia là Ngô Quốc Trinh bị Tưởng Kinh Quốc loại khỏi chức Chủ tịch tỉnh Đài Loan và phải trốn sang Hoa Kỳ năm 1953. Được đào tạo tại Liên Xô, Tưởng Kinh Quốc tiến hành một cuộc cải tổ quân đội theo kiểu Xô viết bên trong Quân lực Trung Hoa Dân Quốc, tái tổ chức và Xô viết hóa các cơ cấu quân đội, các hoạt động và cơ cấu của Quốc dân đảng được đưa vào toàn thể quân đội. Người chống đối việc này là Tôn Lập Nhân, từng được đào tạo tại Học viện Quân sự Virginia tại Hoa Kỳ. Tưởng đạo diễn một phiên tòa gây tranh cãi và ra lệnh bắt giữ tướng Tôn Lập Nhân vào tháng 8 năm 1955, với cáo buộc âm mưu làm chính biến với sự hỗ trợ của CIA chống lại Tưởng Giới Thạch và Quốc dân đảng. Tướng Tôn là một anh hùng chiến tranh tại Mặt trận Miến Điện chống Nhật, nên chỉ bị giam lỏng tại nhà tới sau khi Tưởng Kinh Quốc mất năm 1988. Ông cũng cho phép tùy tiện bắt giữ và tra tấn tù nhân. Những hoạt động của Tưởng Kinh Quốc trong thời gian giữ chức Tư lệnh Cảnh vệ vẫn bị chỉ trích mạnh mẽ là mở màn một thời kỳ vi phạm nhân quyền kéo dài tại Đài Loan.
Từ năm 1955-1960, Tưởng giám sát việc hoàn thành hệ thống đường cao tốc tại Đài Loan. Tưởng cha thăng chức cho con trai lên Bộ trưởng Quốc phòng từ năm 1965-1969. Ông là Phó thủ tướng từ năm 1969-1972, từng thoát chết trong một vụ ám sát khi đang viếng thăm Hoa Kỳ vào năm 1970. Sau đó ông được bổ nhiệm Thủ tướng từ năm 1972-1978. Những năm cuối đời Tưởng Giới Thạch, Tưởng cha dần dần bàn giao quyền lực cho con, và khi ông chết vào tháng 4 năm 1975, chức Tổng thống được trao lại cho Nghiêm Gia Cam, còn Tưởng Kinh Quốc kế thừa vị trí lãnh đạo Quốc dân đảng (ông chọn chức danh "Chủ tịch" thay vì chức danh "Tổng tài" của cha ông).

## Nhiệm kỳ Tổng thống
Tưởng chính thức được Quốc hội bầu làm Tổng thống Trung Hoa Dân Quốc kế nhiệm Nghiêm Gia Cam vào ngày 20 tháng 5 năm 1978. Ông tái đắc cử năm 1984. Luc đó, Quốc hội bao gồm toàn những nghị sĩ "muôn năm", từng được bầu ra trong giai đoạn 1947-48 trước khi đại lục thất thủ và được giữ ghế vô thời hạn.
Trong những năm đầu nhiệm kỳ, Tưởng duy trì hầu hết những chính sách độc tài của cha mình, tiếp tục cai trị Đài Loan bằng quân đội và luật lệ nghiêm khắc kể từ khi phe Quốc dân rút về đây. Trong một bước đi làm thay đổi những chính sách công nghiệp và kinh tế độc đoán của Tưởng cha, Kinh Quốc tiến hành "14 dự án xây dựng lớn", "10 dự án xây dựng lớn" và "12 dự án phát triển mới", góp phần tạo nên "Phép màu Đài Loan." Một trong những thành tựu lớn nhất của ông là thúc đẩy công nghiệp hóa, hiện đại hóa nền kinh tế, giúp Đài Loan tăng trưởng 13%/năm, có thu nhập đầu người $4,600, với dự trữ ngoại tệ lớn thứ hai thế giới. Những chính sách kinh tế của Tưởng Kinh Quốc cũng tương tự với những kế hoạch kinh tế của Stalin ở chỗ nhà nước tăng cường tiết kiệm để tập trung đầu tư vào cơ sở hạ tầng và những ngành công nghiệp quan trọng. Nhà nước đóng vai trò lớn trong việc khuyến khích và hỗ trợ khu vực tư nhân phát triển nhất là trong các ngành công nghiệp. Có thể ông đã học Stalin vì ông từng có thời gian dài sống ở Liên Xô tuy nhiên Tưởng Kinh Quốc khác Stalin ở chỗ ông đã kết hợp ưu điểm của kế hoạch và thị trường để tạo ra sự phát triển thần kỳ của Đài Loan.
Tuy nhiên, tháng 12 năm 1978, Tổng thống Hoa Kỳ Jimmy Carter tuyên bố rằng Hoa Kỳ sẽ ngưng thừa nhận Trung Hoa Dân Quốc là chính phủ hợp hiến của Trung Quốc. Theo Đại luật quan hệ Đài Loan, Mỹ vẫn tiếp tục bán vũ khí cho Đài Loan, nhưng đạo luật này lại cố tình nói mơ hồ về khả năng Mỹ bảo vệ Đài Loan trong trường hợp xảy ra xung đột. Hoa Kỳ cũng chấm dứt mọi liên lạc với chính phủ Tưởng và rút hết quân khỏi hòn đảo.
Trong một nỗ lực đưa thêm nhiều người gốc Đài Loan vào bộ máy hành chính, Tưởng Kinh Quốc đưa viên Tổng cục trưởng Tổng cục Quân chính đầy tham vọng là Tướng Vương Thăng, sang Paraguay làm Đại sứ (tháng 11 năm 1983) và đích thân lựa chọn Lý Đăng Huy làm Phó tổng thống Trung Hoa Dân Quốc (chính thức được bầu lên vào tháng 5 năm 1984), trở thành ứng cử viên số 1 thừa kế chức vụ Tổng thống.
Năm 1987, Tưởng cuối cùng cũng chấm dứt tình trạng thiết quân luật và cho phép dân Đài Loan viếng thăm người thân tại đại lục. Dưới thời ông, sự kiểm soát chính trị được dỡ bỏ và các đối thủ của Quốc dân đảng không còn bị cấm hội họp công khai hay xuất bản báo chí nữa. Các đảng phái đối lập, dù vẫn còn là bất hợp pháp, được cho phép hình thành mà không bị bắt bớ đàn áp. Khi Đảng Dân Tiến thành lập năm 1986, Tổng thống Tưởng bác bỏ những kiến nghị yêu cầu giải tán đảng này hay trừng phạt các lãnh tụ của đảng, nhưng các ứng cử viên của đảng vẫn phải tranh cử với tư cách độc lập trong phong trào Đảng ngoại.

## Cái chết và di sản
Tưởng qua đời vì trụy tim và xuất huyết tại Đài Bắc ở tuổi 78. Cũng như cha mình, ông được quàn tạm tại trấn Đại Khê, huyện Đào Viên, nhưng một lăng mộ riêng được xây dựng tại Đầu Liêu, cách nơi chôn cất cha ông một dặm. Tưởng gia hi vọng chôn cất cả hai người tại Phụng Hóa một khi khôi phục được đại lục. Nhà soạn nhạc Hoàng Hữu Đệ (黃友棣) viết bài hát tưởng niệm Tưởng Kinh Quốc năm 1988. Tháng 1 năm 2004, Tưởng Phương Lương yêu cầu chôn cất 2 cha con tại Nghĩa trang quân đội Ngũ Chỉ Sơn, Tịch Chỉ, huyện Đài Bắc (nay là thành phố Tân Bắc). Một tang lễ cấp nhà nước được dự định tổ chức vào mùa xuân năm 2005, nhưng bị trì hoãn đến mùa đông cùng năm. Tang lễ bị trì hoãn vô thời hạn sau cái chết của con dâu cả của Tưởng Kinh Quốc, vốn tạm đứng đầu gia tộc họ Tưởng sau cái chết của Tưởng Phương Lương vào năm 2004. Tưởng Phương Lương và Tống Mỹ Linh đã đồng ý vào năm 1997 rằng Tưởng cha sẽ được chôn cất trước, nhưng về sau vẫn sẽ cải táng về đại lục.
Không giống cha mình là Tưởng Giới Thạch, Tưởng Kinh Quốc có tiếng tăm tốt với dân bản địa cho đến ngày nay. Quốc dân đảng thường khơi dậy những ký ức và hình ảnh của ông cho những chiến dịch tranh cử, vì người kế nhiệm Tưởng trên chức Tổng thống và Chủ tịch Quốc dân đảng là Lý Đăng Huy ủng hộ chủ thuyết Đài Loan của người Đài Loan. Tuy nhiên, chính Tưởng Kinh Quốc cũng công nhận rằng ông đã trở thành "người Đài Loan" sau khi rời khỏi đại lục năm 1949.
Trong phong trào Đảng ngoại và về sau là Liên minh Toàn Lam, những ý kiến về Tưởng Kinh Quốc rất trái ngược nhau. Trong khi những người ủng hộ tự do chính trị công nhận những nỗ lực chấm dứt chế độ độc tài của ông, họ cũng chỉ ra rằng Đài Loan vẫn duy trì chế độ độc tài trong suốt những năm đầu, và chỉ bắt đầu dân chủ hóa trong những năm cuối nhiệm kỳ của ông. Tuy nhiên, trong Liên minh Toàn Lục, những nỗ lực và sự cởi mở kinh tế của ông được công nhận.
Dưới thời Tổng thống Trần Thủy Biển, hình ảnh của Tưởng Kinh Quốc và cha ông dần biến mất khỏi các tòa nhà công cộng. AIDC, công ty phòng không Trung Hoa Dân Quốc, đặt tên cho chiếc AIDC F-CK Indigenous Defense Fighter là Kinh Quốc để tưởng nhớ ông.
Tất cả những người con của ông đều du học nước ngoài, 2 trong số họ kết hôn tại Hoa Kỳ. Chỉ có hai người con còn sống: John Chiang (Tưởng Hiếu Nghiêm) là một chính trị gia Quốc dân đảng quan trọng, và Tưởng Hiếu Chương cùng con cháu đang sống tại Mỹ.